# Hannoverscher Verfassungskonflikt
Der hannoversche Verfassungskonflikt war ein Verfassungsbruch, der sich 1837 im Königreich Hannover zutrug.
König Ernst August, der 1837 die Regentschaft übernahm, hatte sich bereits vor seinem Amtsantritt gegen das Staatsgrundgesetz von 1833 ausgesprochen, das eine konstitutionelle Monarchie begründete und nach Ansicht Ernst Augusts die monarchischen Herrscherrechte preisgab.
An die Macht gekommen vertagte er den Landtag, um diesem gegenüber nicht das verfassungsmäßige Gelöbnis auf die Verfassung ablegen zu müssen. Mit königlichem Patent verkündete er wenig später, dass er sich nicht an die Verfassung gebunden fühle. Schließlich setzte er die Verfassung von 1819 wieder in Kraft.
Hiergegen wandte sich ein Teil der Göttinger Professorenschaft, insbesondere die Göttinger Sieben (siehe dort), die ihres Amtes enthoben wurden.